# Jeffrey Epstein
Jeffrey Edward Epstein (Brooklyn, 20 de enero de 1953-Manhattan, 10 de agosto de 2019) fue un magnate financiero y delincuente sexual estadounidense, conocido por sus estrechos vínculos con figuras influyentes del mundo político y empresarial.
Epstein comenzó su carrera financiera en el banco de inversión Bear Stearns. Tras ser despedido, fundó su propia firma de gestión financiera, con la que atrajo a clientes multimillonarios como Leslie Wexner. Amasó una fortuna considerable y construyó una red de relaciones con enorme influencia política y social.
A partir de 2005, fue objeto de múltiples investigaciones por delitos sexuales contra menores. En 2008, logró un controvertido acuerdo judicial que le permitió evitar cargos federales a cambio de una condena leve por prostitución.  Sin embargo, en 2019 fue arrestado nuevamente por tráfico sexual de menores a nivel federal.  Murió en prisión en circunstancias oficialmente catalogadas como suicidio.
Tras su muerte, salieron a la luz numerosos documentos judiciales, testimonios y demandas que revelaron la magnitud de su red internacional de explotación sexual, así como la complicidad de, entre otras personas, su pareja Ghislain Maxwell. Su caso ha tenido un profundo impacto en el debate sobre el poder, la impunidad y la protección de las víctimas de abuso sexual.

## Comienzos

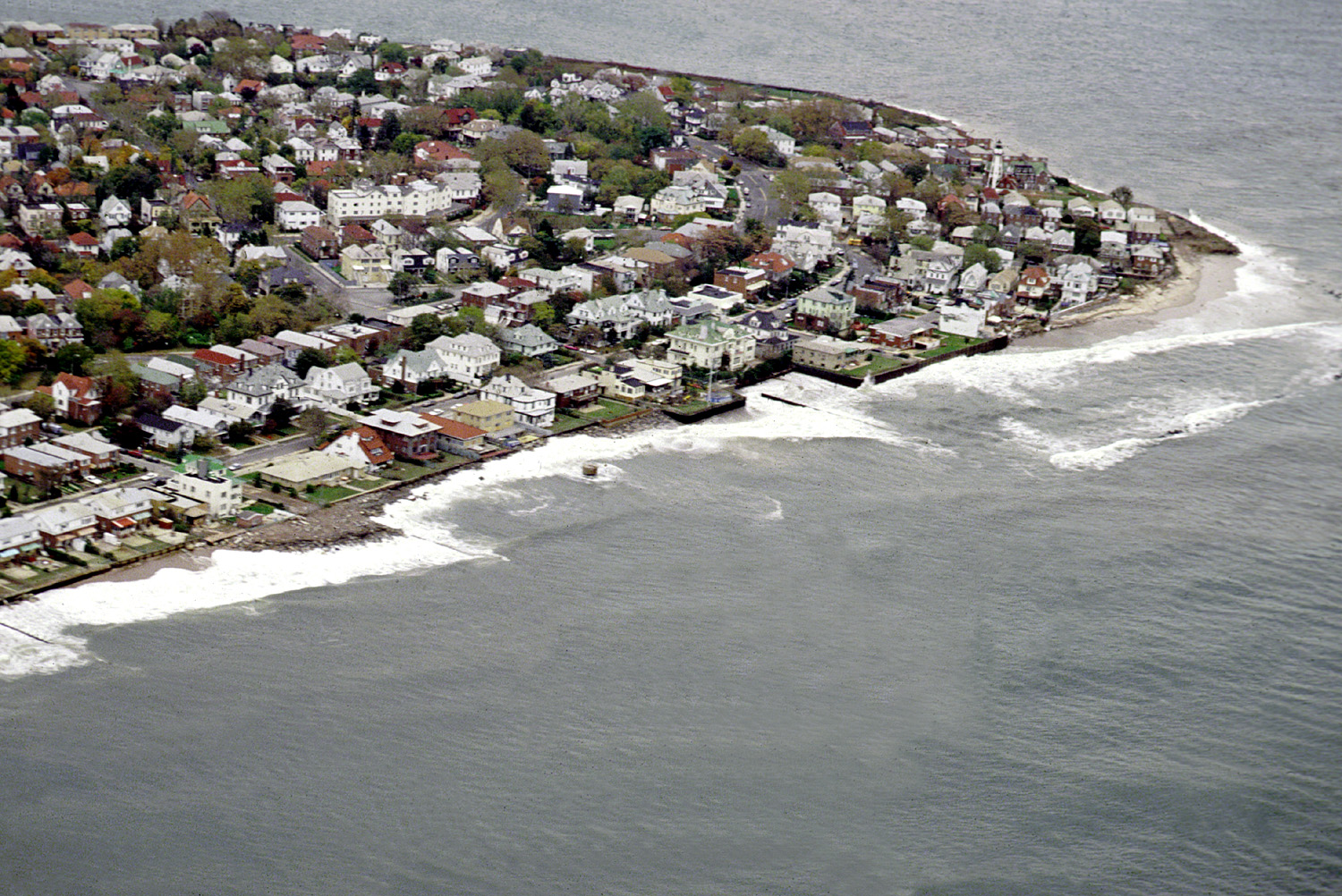
Vista aérea del barrio natal de Epstein en Sea Gate, Brooklyn.

Epstein nació en 1953, en Brooklyn, Nueva York, de padres judíos: Pauline (registrada al nacer como Stolofsky, 1918-2004) y Seymour G. Epstein (1916-1991). Sus padres se casaron en 1952, poco antes de su nacimiento. Pauline trabajó como ayudante escolar y fue ama de casa. Seymour Epstein trabajó para el New York City Department of Parks and Recreation como jardinero.
Jeffrey Epstein fue el mayor de dos hijos. Epstein y su hermano Mark crecieron en el vecindario de clase media de Sea Gate, en Coney Island, Brooklyn. Epstein asistió a escuelas públicas cercanas, primero a la Public School 188 y luego a la Mark Twain Junior High School, que estaba cerca.
En 1967, Epstein asistió al National Music Camp, en el Interlochen Center for the Arts. Fue un músico exitoso y aprendió a tocar el piano cuando tenía cinco años. Se graduó en 1969 de la Lafayette High School a la edad de dieciséis años, saltándose dos grados. Poco después en ese año, asistió a clases en Cooper Union hasta que cambió de universidad en 1971. En septiembre de 1971, asistió al Courant Institute of Mathematical Sciences en la New York University, pero abandonó la institución en 1974 sin conseguir ningún título.
Más tarde, conoció y trató a prominentes personalidades de la vida pública europea y estadounidense especialmente; declaró, por ejemplo, ser cofundador de la Fundación Clinton, junto al matrimonio Clinton.
Epstein comenzó a trabajar en septiembre de 1974 como profesor de física y matemáticas para adolescentes en la exclusiva escuela privada Dalton School del Upper East Side de Manhattan, a pesar de su falta de credenciales académicas. Epstein supuestamente mostró un comportamiento inapropiado hacia estudiantes menores de edad en ese momento. Conoció a Alan Greenberg, director ejecutivo de Bear Stearns, cuyo hijo e hija iban a la escuela. En junio de 1976, Epstein fue despedido de Dalton por "desempeño deficiente". Greenberg le ofreció un trabajo en Bear Stearns.

## Carrera financiera

### Bear Stearns

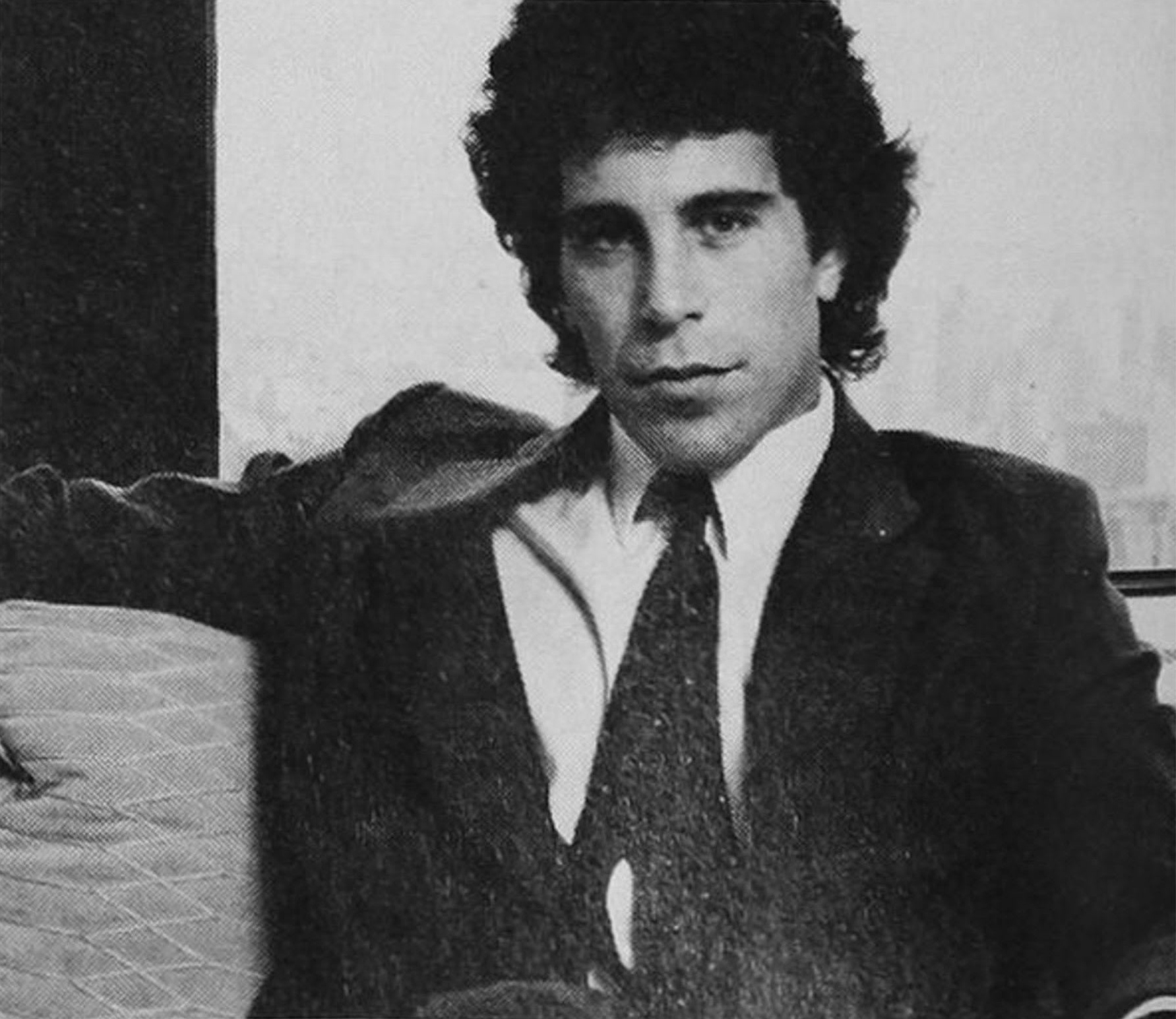
Epstein en un anuncio publicado en julio de 1980 en la revista Cosmopolitan.

Epstein se unió a Bear Stearns en 1976 como asistente júnior de bajo nivel de un comerciante de piso. Rápidamente ascendió para convertirse en comerciante de opciones, trabajando en la división de productos especiales, y luego asesoró a los clientes más ricos del banco, como el presidente de Seagram, Edgar Bronfman, sobre estrategias de mitigación de impuestos. Jimmy Cayne, el director ejecutivo posterior del banco, elogió la habilidad de Epstein con clientes adinerados y productos complejos. En 1980, Epstein se convirtió en socio comanditario del banco.
En 1981, fue despedido de Bear Stearns por, según había declarado bajo juramente, haber infringido el "Reg D" de la SEC. A pesar de esta salida abrupta, Epstein siguió en contacto con Cayne y Greenberg y fue cliente de Bear Stearns hasta que colapsó en 2008.

### Consultoría financiera
En agosto de 1981, Epstein fundó su propia empresa de consultoría, Intercontinental Assets Group Inc. (IAG), que ayudaba a sus clientes a recuperar dinero robado de corredores y abogados fraudulentos. Epstein describió su trabajo en este momento como un cazarrecompensas de alto nivel. Les dijo a sus amigos que a veces trabajaba como consultor para gobiernos y personas muy adineradas para recuperar fondos malversados, mientras que otras veces sus clientes eran los propios malversadores. La actriz española Ana Obregón fue uno de esos clientes adinerados a quien Epstein ayudó en 1982 a recuperar los millones de inversiones perdidas de su padre, que habían desaparecido cuando Drysdale Government Securities colapsó debido a un fraude. 
Durante este período, uno de los clientes de Epstein fue el empresario saudí Adnan Khashoggi, quien fue el intermediario en la transferencia de armas estadounidenses de Israel a Irán, como parte del asunto Irán-Contra.

### Towers Financial Corporation
En Londres, Epstein conoció a Steven Hoffenberg. Fueron presentados a través de Douglas Leese, un comerciante de armas, y John Mitchell, ex fiscal general de los Estados Unidos. Hoffenberg contrató a Epstein en 1987 como consultor de Towers Financial Corporation (no afiliada a la compañía del mismo nombre fundada en 1998 y adquirida por Old National Bancorp en 2014), una agencia de cobranza que compraba deudas que las personas debían a hospitales, bancos y compañías telefónicas. Hoffenberg instaló a Epstein en las oficinas de las "Casas Villard" en Manhattan y le pagó 25 000 dólares al mes por su trabajo de consultoría. 
Hoffenberg y Epstein luego se convirtieron en asaltantes corporativos utilizando Towers Financial como su nave de asalto. Una de las primeras misiones de Epstein fue el intento de hacerse con Pan American World Airways en 1987, que fracasó. En 1988 hicieron un intento similar sin éxito contra Emery Air Freight Corp. Durante este período, Epstein trabajó en estrecha colaboración con Hoffenberg y viajó a todas partes en su jet privado. 
Esptein dejó Towers Financial Corporation en 1989. Cuatro años más tarde, la empresa implosionó como uno de los mayores esquemas Ponzi de la historia de Estados Unidos, perdiendo a sus inversores más de 450 millones de dólares. En la causa judicial, Hoffenberg afirmó que Epstein estaba íntimamente involucrado en el plan si bien Epstein nunca fue acusado de fraude.

### Gestor financiero
En 1988, mientras Epstein todavía era consultor de Hoffenberg, fundó su propia empresa de gestión financiera: J. Epstein & Company. Según Epstein, se dedicaría a administrar los activos de clientes con más de mil millones de dólares en patrimonio neto, si bien otros han expresado su escepticismo sobre dicha cifra. 
El único cliente multimillonario de Epstein conocido públicamente fue Leslie Wexner, presidente y director ejecutivo de L Brands (anteriormente The Limited, Inc.) y Victoria's Secret. Epstein se convirtió en asesor financiero y mano derecha de Wexner. En el transcurso de un año, Epstein resolvió las enredadas finanzas de Wexner, que en julio de 1991 le otorgó a Epstein pleno poder notarial sobre sus asuntos. El poder le permitió a Epstein contratar personas, firmar cheques, comprar y vender propiedades, pedir dinero prestado y hacer cualquier otra cosa de naturaleza legalmente vinculante en nombre de Wexner. 
En 1995, Epstein fue nombrado director de la Fundación Wexner y de la Fundación Wexner Heritage. También fue presidente de Wexner's Property, que desarrolló parte de la ciudad de New Albany en las afueras de Columbus, Ohio, donde vivía Wexner. Epstein ganó millones en honorarios administrando las finanzas de Wexner.
Aunque nunca fue empleado de L Brands, mantuvo correspondencia frecuente con los ejecutivos de la empresa. Epstein asistía a menudo a los desfiles de moda de Victoria's Secret y recibía a las modelos en su casa de la ciudad de Nueva York, además de ayudar a las aspirantes a modelos a conseguir trabajo en la empresa. 
En 1996, Epstein cambió el nombre de su empresa a Financial Trust Company y, por motivos fiscales, la domicilió en el paraíso fiscal estadounidense de St. Thomas en las Islas Vírgenes de los Estados Unidos. Al trasladarse a las Islas Vírgenes, Epstein pudo reducir los impuestos federales sobre la renta en un 90 %.

### Liquid Funding Ltd. y fondos de cobertura
Entre 2000 y 2007, Epstein fue presidente de una empresa llamada Liquid Funding Ltd., inicialmente participada al 40% por Bear Stearns. Liquid Funding fue de las primeras en expandir el tipo de deuda que podría aceptarse en el mercado de recompra, que implica que un prestamista dé dinero a un prestatario a cambio de valores que el prestatario luego acepta recomprar. Su innovación consistió en que, en lugar de tener acciones y bonos como valores subyacentes, aceptaba como garantía subyacente hipotecas comerciales y residenciales. Liquid Funding logró que las tres agencias de calificación crediticia estadounidenses (Standard & Poor's, Fitch y Moody's) dieran las máximas notas de fiabilidad financiera a los complejos productos financieros en los que empaquetaba sus hipotecas (CDO). 
Epstein invirtió $ 80 millones entre 2002 y 2005, en un fondo de cobertura de D.B. Zwirn. En noviembre de 2006, Epstein, que estaba ya bajo investigación federal por delitos sexuales, intentó rescatar su inversión alegando irregularidades contables en el fondo. Para entonces, su inversión había aumentado a $ 140 millones. Zwirn se negó a rescatar la inversión. A Zwirn le preocupaba que la redención de Epstein pudiera causar una "corrida bancaria" en su fondo de cobertura.[cita requerida] Se desconoce cuánto perdió personalmente Epstein cuando se canceló el fondo en 2008. 
En agosto de 2006, Epstein, un mes después de que comenzara la investigación federal sobre él, invirtió $ 57 millones en el fondo de cobertura Bear Stearns Structured Credit Strategies Enhanced Leverage, que estaba muy apalancado en obligaciones de deuda garantizadas con garantía hipotecaria (CDO). El 18 de abril de 2007, un inversionista en el fondo que tenía $ 57 millones invertidos, pidió recuperar su capìtal. En ese momento, el fondo tenía una relación de apalancamiento de 17:1, lo que significaba que por cada dólar invertido había diecisiete dólares de fondos prestados; por lo tanto, la redención de esta inversión habría sido equivalente a eliminar mil millones de dólares del mercado de CDO, que apenas cotizaba en bolsa. La venta de activos de CDO para cumplir con los reembolsos de ese mes inició un proceso de revisión de precios y una congelación general en el mercado de CDO. El cambio de precio de los activos de CDO causó la quiebra del fondo tres meses después en julio. Es probable que Epstein perdiera la mayor parte de esta inversión, pero no se sabe qué parte del dinero era suya. 
La pérdida rápida de valor de los CDO condujo al colapso de Bear Stearns en marzo de 2008, que fue uno de los grandes hitos de la crisis financiera de 2007-2008 que a su vez causó la posterior Gran Recesión económica mundial. 
Para cuando el fondo de Bear Stearns comenzó a fallar en mayo de 2007, Epstein había comenzado a negociar un acuerdo de culpabilidad con la Oficina del Fiscal de los Estados Unidos con respecto a delitos sexuales con menores. En agosto de 2007, un mes después del colapso del fondo, el fiscal federal en Miami, Alexander Acosta, le concedió a Epstein un trato indulgente: solo 13 meses de cárcel y cerrar la investigación del FBI que podría haber desvelado otros delitos con otros clientes de Epstein. Acosta afirmó haber obedecido órdenes de altos funcionarios del gobierno, quienes le habían dicho que Epstein era un individuo de importancia para el gobierno. Como parte de las negociaciones, Epstein proporcionó "información no especificada" a los fiscales federales de Florida y supuestamente fue un testigo clave anónimo de los fiscales federales de Nueva York en su fallido caso penal de junio de 2008 contra el dos administradores del quebrado fondo de cobertura de Bear Stearns. Alan Dershowitz fue uno de los abogados de Epstein en Florida en este caso. 

### Otras inversiones

#### Medios de comunicación
En 2003, Epstein presentó una oferta para adquirir la revista New York. Otros postores incluyeron al ejecutivo de publicidad Donny Deutsch, el inversionista Nelson Peltz, el magnate de los medios y el editor del New York Daily News, Mortimer Zuckerman, y el productor de cine Harvey Weinstein. El comprador final fue Bruce Wasserstein, un antiguo banquero de inversiones de Wall Street, que pagó 55 millones de dólares. 
En 2004, Epstein y Zuckerman comprometieron hasta US $25 millones para financiar Radar, una revista de celebridades y cultura pop fundada por Maer Roshan. Epstein y Zuckerman eran socios iguales en la empresa. Roshan, como su editor en jefe, retuvo una pequeña participación en la propiedad. Cerró después de tres números.

#### Empresa israelí
En 2015, el periódico israelí Haaretz informó que Epstein había invertido en la empresa Reporty Homeland Security (rebautizada como Carbyne en 2018), que estaba conectada con la industria militar de Israel. Su presidente era el ex primer ministro israelí Ehud Barak, que también había sido ministro de Defensa y jefe de personal de las Fuerzas de Defensa de Israel (FDI). Epstein y Barak tenían una relación cercana, ya que Epstein a menudo le ofrecía alojamiento en uno de sus apartamentos en 301 East 66th Street en Manhattan.
Epstein tenía experiencia previa con el sector israelí de defensa. En abril de 2008, había viajado a Israel y se había reunido con varios investigadores y visitado diferentes bases militares israelíes.

#### Fondo de Peter Thiel
En 2015 y 2016, Epstein invirtió $ 40 millones en dos fondos de inversión gestionados por Valar Ventures, empresa fundada por Peter Thiel y otros socios. Para 2025, esa inversión valía $ 170 millones y constituía el mayor activo del legado hereditario de Epstein.

## Vida social
Las novias y parejas asociadas con Epstein incluyen a Eva Andersson-Dubin y a Ghislaine Maxwell. Epstein estuvo vinculado sentimentalmente con Andersson-Dubin durante 11 años en la década de 1980 y siguieron como amigos mucho después del matrimonio de ella con Glenn Dubin. Epstein conoció a Maxwell, hija del político y empresario británico Robert Maxwell, en 1991. Maxwell ha sido implicada por varias de las víctimas de Epstein como reclutadora o suministradora de niñas menores de edad. En 2009, varios empleados domésticos de Epstein testificaron que Maxwell jugaba un papel central tanto en su vida pública como privada, refiriéndose a ella como su "novia principal", quien también se encargaba de la contratación, supervisión y despido del personal a partir de 1992. En 1995, Epstein cambió el nombre de una de sus empresas a Ghislaine Corporation en Palm Beach, Florida; la empresa se disolvió en 1998. En 2000, Maxwell se mudó a una casa adosada de 7000 pies cuadrados, a menos de 10 cuadras de la mansión de Epstein en Nueva York. Esta casa adosada fue comprada por $ 4,95 millones por una sociedad anónima de responsabilidad limitada, con una dirección que coincide con la oficina de J. Epstein & Co. En representación del comprador estaba Darren Indyke, el abogado de Epstein desde hacía mucho tiempo.  
Epstein conocía desde hacía mucho tiempo al príncipe Andrés de Inglaterra y a Tom Barrack, y asistía a fiestas con muchas personas prominentes, como Bill Clinton, George Stephanopoulos, Donald Trump, Katie Couric, Woody Allen, y Harvey Weinstein. Sus contactos incluyeron a Rupert Murdoch, Michael Bloomberg, Richard Branson, Alec Baldwin, y miembros de las familias Kennedy, Rockefeller y Rothschild. Sus contactos también incluyeron al primer ministro israelí Ehud Barak, el primer ministro británico Tony Blair y el príncipe heredero de Arabia Saudita Mohammed bin Salman. Tanto Clinton como Trump niegan no obstante haber visitado nunca la isla de Epstein. 
Epstein poseía un jet privado Boeing 727 y viajaba en él con frecuencia, registrando "600 horas de vuelo al año ... generalmente con invitados a bordo". El jet  apodado Lolita Express por los lugareños en las Islas Vírgenes, debido a su aparente llegada frecuente con adolescentes menores de edad a Little Saint James. En 2003, Epstein voló a Cuba en su avión con el presidente colombiano Andrés Pastrana Arango por invitación del presidente cubano Fidel Castro. Según Fabiola Santiago del Miami Herald, Epstein estaba siendo investigado por las fuerzas del orden de los Estados Unidos en ese momento y probablemente estaba considerando mudarse a Cuba para escapar a la ley estadounidense. En 2009, el hermano de Epstein, Mark, afirmó que Donald Trump había volado en el avión de Epstein al menos una vez. Más tarde le dijo a The Washington Post que Trump voló "numerosas veces" en el avión de Epstein, aunque Mark solo estuvo presente en uno de los vuelos. Según Michael Corcoran, Trump trasladó a Epstein en su propio avión al menos una vez. Bill Clinton fue otro compañero de viaje habitual de Epstein. Solo en 2016, que es el año del que se han publicado los registros de vuelo, Clinton voló con Epstein 27 veces a más de una decena de destinos fuera de Estados Unidos. Ya en septiembre de 2002, Epstein había llevado a Clinton, Kevin Spacey y Chris Tucker a África en este avión. Los registros de vuelo publicados no incluían ninguna escolta del Servicio Secreto para al menos cinco vuelos de Clinton. En 2019, un portavoz del expresidente declaró que, en 2002 y 2003, Clinton había realizado cuatro viajes en el avión de Epstein, haciendo escalas en tres continentes, todos con su personal y escoltas del Servicio Secreto. En el momento del arresto de Epstein en 2019, el portavoz de Clinton declaró que el expresidente "no había hablado con Epstein en más de una década, y nunca había estado en Little St. James Island, el rancho de Epstein en Nuevo México o su residencia en Florida".
En 2002, Donald Trump comentó: "Conozco a Jeff desde hace quince años. Es un tipo fantástico. Es muy divertido estar con él. Incluso se dice que le gustan las mujeres hermosas tanto como a mí, y muchas de ellas están en el lado más joven. No hay duda al respecto: Jeffrey disfruta de su vida social". Trump socializó con Epstein desde la década de 1990 hasta mediados de la de 2000 El autor Michael Wolff escribió que Trump, Epstein y Tom Barrack eran en ese momento como un "grupo de mosqueteros de la vida nocturna". Epstein y Trump socializaron tanto en la ciudad de Nueva York como en Palm Beach, donde ambos tenían casas. En abril de 2003, la revista New York informó que Epstein organizó una cena en su residencia de Manhattan para honrar a Bill Clinton, quien no asistió, aunque Trump sí lo hizo. Según The Washington Post, una persona que conoció a Epstein y Trump durante este tiempo señaló que "estaban muy próximos" y "eran uno el escudero del otro". En noviembre de 2004, la amistad de Epstein y Trump entró en crisis cuando ambos pujaron por la Maison de L'Amitié, que estaba siendo subastada en Palm Beach. Trump ganó la subasta por $ 41 millones y revendió la propiedad cuatro años después por $ 95 millones. Ese mes fue la última vez que se registró que Epstein y Trump interactuaron. En julio de 2019, Trump dijo:"Lo conocía como todos en Palm Beach lo conocían", afirmando cuatro veces que no había sido "fan" de Epstein y que no le había hablado en unos quince años. Apareció un video filmado en 1992 que mostraba a los dos hombres de fiesta juntos en Mar-a-Lago. En 2007, al parecer Trump prohibió a Epstein el acceso a su club en Mar-a-Lago por perseguir indecorosamente a mujeres jóvenes. 

## Agente de inteligencia
En la década de 1980, Epstein le confesó a algunas personas que era agente de inteligencia. Por aquel entonces, poseyó un pasaporte austriaco con su foto, nombre falso y residencia falsa en Arabia Saudita. El pasaporte fue hallado en un registro de su domicilio en 2009.
La periodista de investigación Vicky Ward dijo que en 2017 "un exfuncionario de alto rango de la Casa Blanca" le dijo que el fiscal federal para el distrito sur de Florida, Alexander Acosta, quien había negociado con Epstein su acuerdo de culpabilidad en 2008, dijo a los entrevistadores de transición de Trump "Me dijeron que Epstein pertenecía a la inteligencia" y "dejarlo en paz" y que Epstein estaba "por encima de su nivel salarial".
Epstein instaló cámaras ocultas en numerosos lugares de sus propiedades para grabar la actividad sexual con niñas menores de edad por parte de personas prominentes a fin de chantajearles. Ghislaine Maxwell, la pareja de Epstein, le dijo a un amigo que la isla privada de Epstein en las Islas Vírgenes de EE. UU. estaba completamente cableada para video y dicho amigo entendió que Maxwell y Epstein estaban grabando a todos los visitantes de la isla como una póliza de seguro. Cuando la policía allanó la residencia de Epstein en Palm Beach en 2006, descubrió dos cámaras estenopeicas ocultas en su casa.  
También se informó que la mansión de Epstein en Nueva York estaba conectada extensamente con un sistema de videovigilancia. Maria Farmer, una artista que trabajó para Epstein en 1996, declaró que Epstein le mostró una sala de vídeo en su mansión de Nueva York en la que había varias personas monitoreando las cámaras estenopeicas de toda la casa. En la sala de vídeo, a la que se accedía por una puerta oculta, "había hombres sentados aquí. Y miré las cámaras y vi inodoro, inodoro, cama, cama, inodoro, cama". Agregó que "era muy obvio que estaban, como, monitoreando momentos privados".
Epstein presuntamente les "prestó" chicas a personas poderosas para que abusaran de ellas y así lograr material para posibles chantajes. Según el Departamento de Justicia, guardaba discos compactos bajo llave en la caja fuerte de su mansión de Nueva York con etiquetas escritas a mano que incluían la descripción: "joven [nombre] + [nombre]". Epstein confirmó parcialmente que poseía material para chantajes cuando le dijo a un reportero del New York Times en 2018, extraoficialmente, que tenía cosas sucias sobre personas poderosas, incluida información sobre sus inclinaciones sexuales y el uso de drogas recreativas.
En 2019, los periodistas Dylan Howard, Melissa Cronin y James Robertson afirmaron que Epstein trabajaba para el Mosad israelí, basándose sobre todo en el testimonio del exagente israelí Ari Ben-Menashe. Según Ben-Menashe, la misión de Epstein era recopilar material comprometedor sobre personas poderosas para poder chantajearlas. También se cree que el padre de Ghislaine Maxwell, Robert, había trabajado para el Mosad.

## Intervención en política

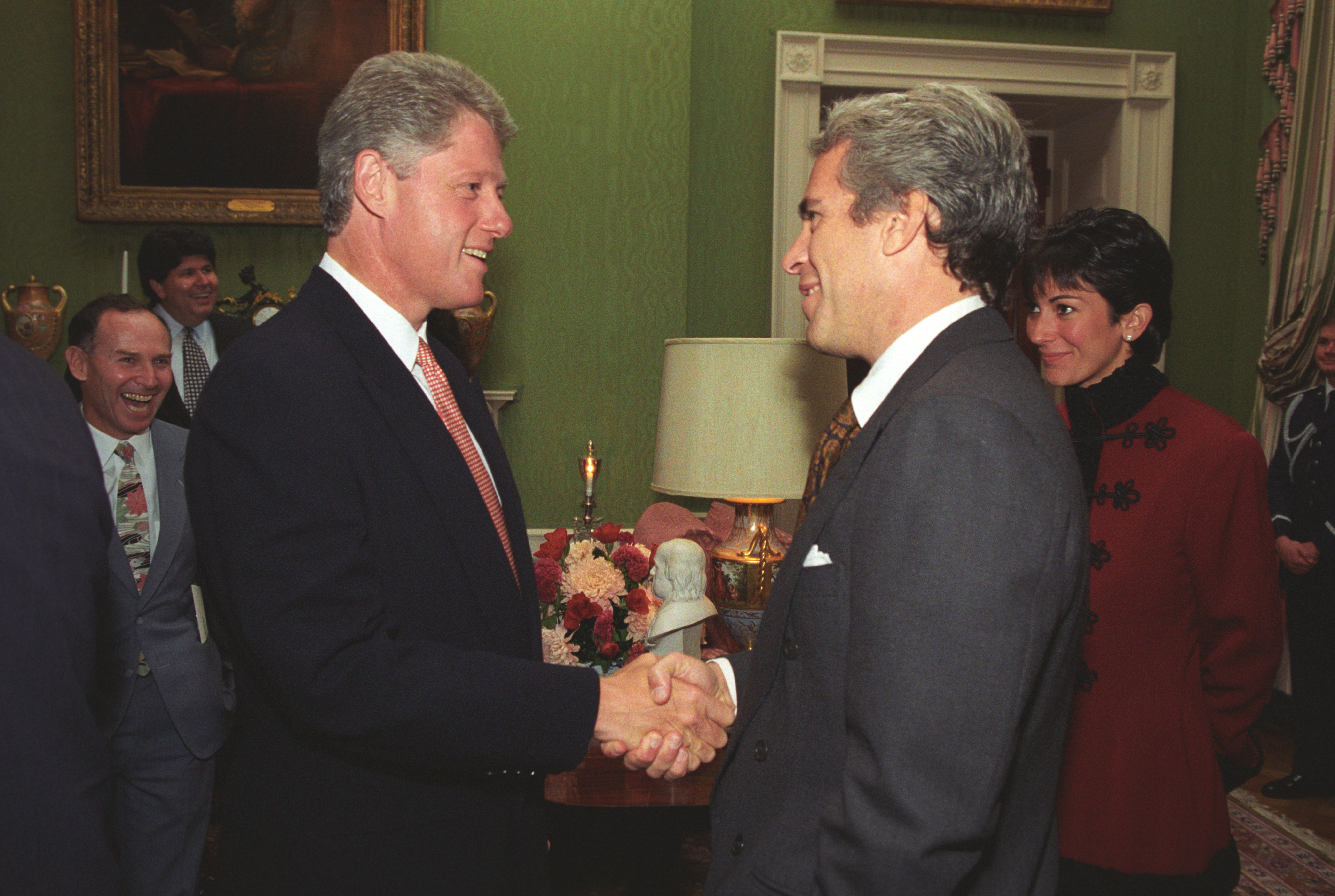
Epstein y Maxwell hablando con Clinton el 29 de septiembre de 1993.

Epstein visitó la Casa Blanca mientras Clinton era presidente en al menos cuatro ocasiones. En 1993, asistió a un evento de donantes en la Casa Blanca con su pareja Ghislaine Maxwell. Por las mismas fechas, también se reunió con el asistente del presidente Clinton, Mark Middleton, en al menos tres ocasiones en la Casa Blanca. En 1995, la financiera Lynn Forester discutió de "Jeffrey Epstein y la estabilización de divisas" con Clinton. Epstein estaba por entonces muy activo en el mercado de divisas no regulado. En 1995, Epstein también asistió a una pequeña cena de recaudación de fondos políticos para Bill Clinton que incluyó a otras 14 personas como Ron Perlman, Don Johnson, Jimmy Buffett y el organizador de la cena Paul Prosperi. Según el abogado Gerald B. Lefcourt, Epstein era "parte del grupo original que concibió la Global Clinton Initiative",  y en 2006 donó $ 25 000 a la Fundación Clinton.
Desde 1989 hasta 2003, Epstein donó más de $ 139 000 a candidatos y comités federales del Partido Demócrata de los Estados Unidos y más de $ 18 000 a candidatos y grupos del Partido Republicano de los EE. UU. En 2002 un portavoz de Bill Clinton elogió a Epstein como "un filántropo comprometido" con "perspicacia y generosidad". En ese momento, Epstein estaba en la junta de la Universidad Rockefeller, era miembro de la Comisión Trilateral y del Consejo de Relaciones Exteriores, y había donado cantidades importantes a la Universidad de Harvard. En un perfil de Epstein en la revista New York en 2002, el exlíder demócrata del Senado George J. Mitchell dijo de Epstein: "Sin duda lo llamaría amigo y partidario".
En Nuevo México, Epstein contribuyó con $ 50 000 a la exitosa campaña del demócrata Bill Richardson para el puesto de gobernador en 2002 y a su reelección en 2006. También ese año, contribuyó con $ 15 000 a la exitosa campaña del demócrata Gary King para el cargo de fiscal general del estado. Más tarde, contribuyó con $ 35 000 a la infructuosa campaña de King para gobernador en 2014. Otras contribuciones en Nuevo México incluyeron $ 10 000 para la campaña de Jim Baca para convertirse en jefe de la comisión de tierras y $ 2000 para la reelección del alguacil del condado de Santa Fe, Jim Solano. En 2010, Epstein recibió un aviso del Departamento de Seguridad Pública de Nuevo México que decía: "No es necesario que se registre [como delincuente sexual] en el estado de Nuevo México". Esto contravenía la ley federal, que parecería decir que la condena en Florida requería que se registrara en Nuevo México.

## Procedimientos judiciales

### Primer caso criminal

#### Investigación inicial (2005-2006)

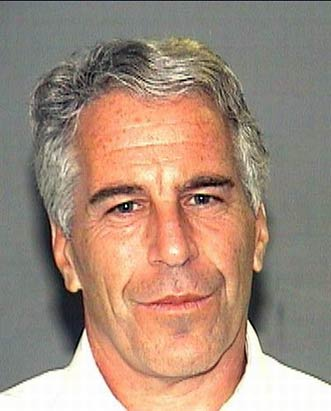
Fotografía policial de Epstein tomada tras su acusación por solicitar una prostituta en julio de 2006.

En marzo de 2005, una mujer se puso en contacto con el Departamento de Policía de Palm Beach de Florida y alegó que una niña mayor había llevado a su hijastra de 14 años a la mansión de Epstein. Allí presuntamente le pagaron $ 300 para desnudarse y masajear a Epstein.
La policía de Palm Beach inició una investigación encubierta de 13 meses sobre Epstein, que incluyó un registro de su casa. Durante la investigación, el jefe de policía de Palm Beach, Michael Reiter, acusó públicamente al fiscal estatal del condado de Palm Beach, Barry Krischer, de ser demasiado indulgente y pidió ayuda a la Oficina Federal de Investigaciones (FBI), que se implicó en el caso. 
Posteriormente, la policía afirmó que Epstein había pagado a varias niñas para que realizaran actos sexuales con él. Las entrevistas bajo juramento con cinco presuntas víctimas y 17 testigos, una transcripción de la escuela secundaria y otros elementos encontrados en la basura y la casa de Epstein indicaban que muchas de las chicas involucradas eran menores de 16 años, la más joven de 14 (la edad de consentimiento sexual en Florida es de 18 años). El registro policial de la casa de Epstein encontró dos cámaras ocultas y una gran cantidad de fotos de niñas en toda la casa, algunas de las cuales la policía había entrevistado en el curso de su investigación.
Adriana Ross, la asistente de Epstein, presuntamente se deshizo de discos de ordenador y otros equipos electrónicos de la mansión de Florida del financiero antes de que la policía de Palm Beach la registrara. El detective de la policía de Palm Beach Joseph Recarey en 2005 descubrió un recibo de Amazon por libros sobre esclavitud sexual, lo cual consideró incriminatorio.  
Un ex empleado le dijo a la policía que Epstein recibía masajes tres veces al día. Finalmente, el FBI recopiló informes sobre "34 menores confirmados" (aumentados luego a 40 en el NPA) cuyas acusaciones de abuso sexual por parte de Epstein incluían detalles que las corroboraban. La investigación de la periodista Julie Brown en 2018 identificó a unas 80 víctimas y localizó a unas 60 de ellas. Los detalles de la investigación incluyeron acusaciones de que trillizas de 12 años fueron trasladadas en avión desde Francia para el cumpleaños de Epstein y regresaron al día siguiente después de haber sido abusadas sexualmente por el financiero. Se alegó que se reclutaron niñas de Brasil y otros países de América del Sur, países de la ex Unión Soviética y Europa, y que la agencia de modelos "MC2" de Jean-Luc Brunel también estaba suministrando niñas a Epstein.
En mayo de 2006, la policía de Palm Beach presentó una declaración jurada de causa probable en la que decía que Epstein debería ser acusado de cuatro cargos de relaciones sexuales ilícitas con menores y un cargo de abuso sexual. El fiscal estatal Krischer convocó a un gran jurado del condado de Palm Beach, lo que generalmente solo se hacía en casos de pena capital. Al presentar pruebas de sólo dos víctimas, el gran jurado devolvió un solo cargo de solicitud de prostitución por delito grave, del que Epstein se declaró inocente en agosto de 2006.
Los abogados defensores de Epstein incluyeron a Roy Black, Gerald Lefcourt, el profesor de Derecho en Harvard Alan Dershowitz y el exprocurador general de los Estados Unidos Kenneth Starr. El lingüista Steven Pinker también ayudó.

#### Acuerdo de no enjuiciamiento (NPA) (2006-2008)
En julio de 2006, el FBI inició su propia investigación de Epstein, apodada "Operación año bisiesto". Resultó en una acusación de 53 páginas en junio de 2007. Alexander Acosta, entonces Fiscal Federal del Distrito Sur de Florida, aceptó un acuerdo de culpabilidad, que Alan Dershowitz ayudó a negociar, para otorgar inmunidad de todos los cargos penales federales a Epstein, a sus cuatro cómplices (cuyos nombres se indicaron) así como a cualesquiera "co-conspiradores potenciales" no identificados. Epstein aceptó declararse culpable de dos cargos de prostitución, registrarse como delincuente sexual y pagar una indemnización a las víctimas identificadas por el FBI.
Este acuerdo cerró la investigación en curso del FBI que podría haber identificado a otras víctimas y otros clientes de los delitos sexuales de Epstein. Acosta aceptó que el acuerdo se ocultase a las víctimas a pesar de una ley federal que estipulaba lo contrario. Como ya se ha dicho, Acosta alegó más tarde que ofreció un trato indulgente a Epstein porque le dijeron que Epstein "pertenecía a la inteligencia", que estaba "por encima de su nivel salarial" y que "lo dejara en paz".

#### Condena y sentencia (2008-2011)
El 30 de junio de 2008,  Epstein fue sentenciado a 18 meses de prisión tras declararse culpable de un solo cargo estatal de prostitución de menores. En vez de ingresar en una prisión estatal, que habría sido lo normal para un delincuente sexual, Epstein fue alojado en un ala privada de la empalizada del condado de Palm Beach. Tras solo 3 meses y medio se le permitió salir de la cárcel con "permisos de trabajo" de 12 horas al día, 6 días a la semana. Este trato de favor contravenía las normas del condado. Epstein disponía de su propio chófer y de personal de servicio para recibir a sus visitantes. Su celda no tenía puerta y disponía de televisor. Tras su liberación, Epstein le pagó a la oficina del Sheriff  $ 128 000 por los servicios adicionales que se le habían brindado.
Epstein cumplió casi 13 meses antes de ser liberado el 22 de julio de 2009 por un año de libertad condicional en arresto domiciliario. Mientras estaba en libertad condicional, se le permitieron numerosos viajes en su jet corporativo a sus residencias en Manhattan y las Islas Vírgenes de EE. UU. Se le permitían largos viajes de compras y caminar por Palm Beach "para hacer ejercicio".
Después de una audiencia impugnada en enero de 2011 y una apelación, permaneció registrado en el estado de Nueva York como delincuente sexual de "nivel tres" (alto riesgo de reincidencia), una designación de por vida. En esa audiencia, el fiscal del distrito de Manhattan argumentó sin éxito que el nivel debería reducirse al "nivel uno" de bajo riesgo y fue reprendido por el juez. A pesar de que el abogado de Epstein arguyó que tenía su domicilio "principal" en las Islas Vírgenes de EE. UU., el juez confirmó que debía verse en persona con el Departamento de Policía de Nueva York (DPNY) cada 90 días. No obstante, el DPNY nunca hizo cumplir la regulación de 90 días, aunque el incumplimiento es un delito grave.

#### Reacciones
El acuerdo de inmunidad y su trato indulgente fueron objeto de controversia. El jefe de policía de Palm Beach acusó al estado de darle un trato preferencial, y el Miami Herald dijo que el fiscal federal Acosta le dio a Epstein "el trato de su vida". Tras el arresto de Epstein en julio de 2019, por cargos de tráfico sexual, Acosta dimitió de su puesto de secretario (ministro) de Trabajo de la administración Trump I.
Cuando los cargos contra Epstein se hicieron públicos, varias personas e instituciones devolvieron las donaciones que habían recibido del magnate, incluidos Eliot Spitzer, Bill Richardson y el Departamento de Policía de Palm Beach. Por el contrario, la Universidad de Harvard anunció que no devolvería dinero. También se cuestionaron varias donaciones caritativas que Epstein había hecho a instituciones de educación infantil.
El 18 de junio de 2010, el exadministrador de la casa de Epstein, Alfredo Rodríguez, fue sentenciado a 18 meses de prisión tras ser declarado culpable de un cargo de obstrucción por no entregar a la policía y, posteriormente, intentar vender un diario en el que había ido apuntando las actividades de Epstein. La agente especial del FBI, Christina Pryor, revisó el material y afirmó que la información del diario "habría sido extremadamente útil para investigar y enjuiciar el caso, incluidos nombres e información de contacto de testigos materiales y víctimas adicionales".

### Casos civiles

#### Víctimas anónimas contra Epstein (2008)
El 6 de febrero de 2008, una mujer anónima de Virginia, conocida como Jane Doe n.º 2, presentó una demanda civil de 50 millones de dólares en una corte federal contra Epstein, diciendo que, cuando era menor de 16 años en 2004-05, fue "reclutada para darle un masaje a Epstein". Afirmó que la llevaron a su mansión, donde él se expuso y tuvo relaciones sexuales con ella, y le pagó $ 200 inmediatamente después.
Una demanda similar de 50 millones de dólares fue presentada en marzo de 2008 por otra mujer, que estuvo representada por el mismo abogado. Estas y varias demandas similares fueron desestimadas pero otras fueron resueltas por Epstein fuera de los tribunales mediante acuerdos extrajudiciales.

#### Derechos de las víctimas: Víctimas anónimas contra Estados Unidos (2014)
El 30 de diciembre de 2014, Jane Doe 1 (Courtney Wild) y Jane Doe 2 entablaron una demanda civil federal en Florida contra los Estados Unidos por violaciones de la Ley de Derechos de Víctimas del Crimen en el acuerdo de no enjuiciamiento alcanzado por el Departamento de Justicia con Epstein en 2008. Posteriormente hubo un esfuerzo infructuoso para agregar a Virginia Giuffre (Jane Doe 3) y otra mujer (Jane Doe 4) como demandantes en ese caso. Acusaron al abogado de Epstein, Alan Dershowitz, de haber abusado sexualmente de una menor, Jane Doe 3, proporcionada por Epstein, pero el juez desestimó la acusación contra Dershowitz y la eliminó del caso afirmando que quedaba fuera de la intención de la demanda de reabrir el acuerdo de culpabilidad. Un documento presentado en la corte alegó que Epstein dirigió una "red de abuso sexual" y prestó niñas menores de edad a "destacados políticos estadounidenses, poderosos ejecutivos de negocios, presidentes extranjeros, un conocido primer ministro y otros líderes mundiales".
Este largo pleito está pendiente en un tribunal federal, con el objetivo de anular el acuerdo de culpabilidad federal por violar los derechos de las víctimas. El 7 de abril de 2015, el juez Kenneth Marra dictaminó que las acusaciones hechas por la presunta víctima Virginia Giuffre contra el príncipe Andrés de Inglaterra no tenían relación con la demanda de las presuntas víctimas que buscaban reabrir el acuerdo de declaración de culpabilidad de Epstein con el gobierno federal. Por ello, el juez ordenó que se eliminara del expediente también esa acusación. El juez Marra no dictaminó si las afirmaciones de Roberts eran verdaderas o falsas. Aunque no permitió que Jane Does 3 y 4 se unieran a la demanda, Marra permitió específicamente a Giuffre dar testimonio más adelante cuando el caso llegase a los tribunales.
El 21 de febrero de 2019, en el caso de las dos Jane Does contra Estados Unidos, el juez Marra afirmó que los fiscales federales habían violado la ley al no notificar a las víctimas antes de que le permitieran a Epstein declararse culpable por solo dos delitos en Florida.

#### Virginia Roberts Giuffre contra Epstein (2015)
En un expediente judicial de Florida de diciembre de 2014 presentado por Bradley Edwards y Paul G. Cassell destinado a ser incluido en la demanda de la Ley de Derechos de Víctimas del Crimen, Virginia Roberts Giuffre (entonces conocida como Virginia Roberts), alegó en una declaración jurada que, a los 17 años, Epstein y Ghislaine Maxwell la habían traficado sexualmente para su propio uso y para el uso de varios otros, incluidos el príncipe Andrés de Inglaterra y Alan Dershowitz. Giuffre también afirmó que Epstein, Maxwell y otros habían abusado de ella física y sexualmente. Alertó de que el FBI podría haber estado involucrado en un encubrimiento de los hechos. Dijo que había servido como esclava sexual de Epstein de 1999 a 2002 y que había reclutado a otras niñas menores de edad.  
El príncipe Andrés, Epstein y Dershowitz negaron haber tenido relaciones sexuales con Giuffre. Dershowitz emprendió acciones legales por las acusaciones. Giuffre entabló una demanda por difamación contra Dershowitz, alegando que él hizo deliberadamente "declaraciones difamatorias falsas y maliciosas" sobre ella. Se publicó en línea un diario que supuestamente pertenecía a Giuffre. Epstein llegó a un acuerdo extrajudicial con Giuffre, como lo había hecho en varias otras demandas.
En 2019, Giuffre fue entrevistada por el programa Panorama de la BBC, donde continuó atestiguando que Epstein la había traficado con el príncipe Andrés. Apeló directamente al público diciendo: "Le imploro a la gente en el Reino Unido que se ponga de pie a mi lado, que me ayude a pelear esta pelea, que no acepte que esto está bien". En 2021, Giuffre interpuso una demanda contra el príncipe, que se resolvió con un acuerdo extrajudicial.
Giuffre falleció en Australia el 24 de abril de 2025. La versión oficial es que se suicidió en su cama de hospital, pero tanto su padre como su abogada pidieron una investigación porque tenían serias dudas de que se tratase de un suicidio.

#### Virginia Roberts Giuffre contra Ghislaine Maxwell (2015)
Como resultado de las acusaciones de Giuffre y los comentarios de Maxwell sobre ellos, Giuffre demandó a Maxwell por difamación en septiembre de 2015. Después de mucha confrontación legal, el caso se resolvió bajo sello en mayo de 2017. El Miami Herald, otros medios y Alan Dershowitz presentaron una solicitud para obtener los documentos del acuerdo pero el juez desestimó su solicitud. El asunto fue apelado ante la Corte de Apelaciones del Segundo Circuito de los Estados Unidos, que el 11 de marzo de 2019 otorgó a las partes una semana para proporcionar una buena causa de por qué debían permanecer en secreto, sin lo cual serían abiertos el 19 de marzo de 2019. Posteriormente la Corte ordenó que estos documentos fueran abiertos (con palabras censuradas).
Se pudo comprobar así que Giuffre había afirmado que Maxwell le "ordenó" dar masajes eróticos y participar en actividades sexuales con el príncipe Andrés, Jean-Luc Brunel, Glenn Dubin, Marvin Minsky, el gobernador de Nuevo México Bill Richardson, otro príncipe cuyo nombre no fue revelado, un presidente extranjero no identificado, "un Primer Ministro muy conocido" y el propietario de una cadena hotelera francesa no identificada, entre otros. Ninguno de estos hombres ha sido acusado o demandado por delitos sexuales.
El 9 de agosto, menos de 24 horas antes de la muerte de Epstein, se publicaron 2000 páginas de documentos del caso previamente selladas. Un juez federal debía analizar dos conjuntos de documentos sellados adicionales para determinar si también deben hacerse públicos. Un "John Doe" le pidió al juez el 3 de septiembre que mantuviera los documentos permanentemente en secreto, alegando que "acusaciones de irregularidades no probadas" podrían dañar su reputación, aunque no tenía pruebas de que se incluyera su nombre.

#### Víctima anónima contra Epstein y Trump (2016)
Una mujer presentó una demanda federal en California en abril de 2016 contra Epstein y Donald Trump alegando que los dos hombres la habían agredido sexualmente en una serie de fiestas en la residencia de Epstein en Manhattan en 1994, cuando ella tenía 13 años. La demanda fue desestimada por un juez federal en mayo de 2016 porque no planteaba reclamos válidos bajo la ley federal. La mujer presentó otra demanda federal en Nueva York en junio de 2016, pero fue retirada tres meses después, aparentemente sin notificar a los acusados. Se presentó una tercera demanda federal en Nueva York en septiembre de 2016.
Las dos últimas demandas incluyeron declaraciones juradas de un testigo anónimo que atestiguó las acusaciones en las demandas, afirmando que Epstein la empleó para conseguirle niñas menores de edad, y una persona anónima que declaró que el demandante le había contado sobre las agresiones en el momento en que ocurrieron. La demandante, que se había presentado de forma anónima como Jane Doe, estaba programada para comparecer en una conferencia de prensa en Los Ángeles seis días antes de las elecciones de 2016, pero canceló abruptamente el evento; su abogada Lisa Bloom afirmó que la mujer había recibido amenazas. La demanda fue retirada el 4 de noviembre de 2016. El abogado de Trump, Alan Garten, negó rotundamente las acusaciones, mientras que Epstein se negó a comentar.

#### Sarah Ransome contra Epstein and Maxwell(2017)
En 2017, Sarah Ransome presentó una demanda contra Epstein y Maxwell, alegando que Maxwell la había contratado para darle masajes a Epstein y luego amenazó con dañarla físicamente o destruir sus perspectivas de carrera si no cumplía con sus demandas sexuales en su mansión en Nueva York y en su isla caribeña privada, Little Saint James. La demanda se resolvió extrajudicialmente en 2018 bajo términos no revelados.

#### Difamación de Bradley Edwards contra Epstein (2018)
Una demanda civil estatal en Florida presentada por el abogado Bradley Edwards contra Epstein estaba programada para juicio en diciembre de 2018. Se esperaba que el juicio brindara a las víctimas la primera oportunidad de hacer sus acusaciones en público. Sin embargo, el caso se resolvió el primer día del juicio con un acuerdo entre las partes. Epstein se disculpó públicamente con Edwards y los otros términos del acuerdo se mantuvieron confidenciales.

#### Maria Farmer contra Epstein y Maxwell (2019)
El 16 de abril de 2019, Maria Farmer presentó una declaración jurada en un tribunal federal de Nueva York alegando que ella y su hermana de 15 años, Annie, habían sido agredidas sexualmente por Epstein y Maxwell en lugares separados en 1996. Farmer había conocido a Epstein y Maxwell en la Academia de Arte de Nueva York en 1995. En el verano de 1996, la contrataron para trabajar en un proyecto de arte en la mansión de Leslie Wexner en Ohio, donde fue agredida sexualmente. Farmer denunció el incidente al Departamento de Policía de la ciudad de Nueva York y al FBI. La declaración jurada de Farmer también afirmó que, aquel mismo verano, Epstein llevó a su hermana de 15 años a su finca de Nuevo México, donde él y Maxwell abusaron sexualmente de ella en una mesa de masajes.

#### Jennifer Araoz contra Epstein y Maxwell (2019)
El 22 de julio de 2019, mientras estaba en la cárcel a la espera de juicio, Epstein recibió una petición con respecto a una demanda civil estatal pendiente presentada por Jennifer Araoz. Afirmó que un asociado de Epstein la había reclutado fuera de Talent Unlimited High School a los 14 años y que fue preparada gradualmente durante más de un año antes de que Epstein la violara en su mansión de la ciudad de Nueva York cuando tenía 15 años. Araoz presentó su demanda el 14 de agosto de 2019, cuando se actualizó la ley del estado de Nueva York para permitir un año para que los adultos sobrevivientes de abuso sexual infantil demanden por delitos anteriores, independientemente de cuánto tiempo haya ocurrido el abuso. En octubre de 2019, Araoz modificó su queja para incluir a más de 20 entidades corporativas asociadas con Epstein y nombró a las personas adicionales Lesley Groff y Cimberly Espinosa como habilitadores.

#### Demandas de víctimas contra la herencia de Epstein (2019-2021)
Varias presuntas víctimas de Epstein han interpuesto demandas tras su muerte contra los herederos de su fortuna:
- Tres mujeres (Katlyn Doe, Lisa Doe y Priscilla Doe) presentaron su demanda el 20 de agosto de 2019. Dos de ellas tenían 17 años y la otra 20 cuando conocieron a Epstein. Afirmaron que fueron reclutadas, sometidas a actos sexuales no deseados y controladas por Epstein y una "vasta empresa" de co-conspiradores.
- Una mejor anónima de Nueva York presentó su demanda en el Distrito Sur de Nueva York el 18 de septiembre de 2019, afirmando que fue reclutada en 2002 y abusada sexualmente por Epstein durante tres años desde que ella tenía 14 años.

- Cinco mujeres (Teresa Helm, Annie Farmer, Maria Farmer, Juliette Bryant y una mujer no identificada), representadas por David Boies, acusaron a Epstein en el Tribunal de Distrito Federal en Manhattan en noviembre de 2019 de violación, agresión y secuestro.

- El 18 de noviembre de 2019, una mujer identificada como Jane Doe 15 hizo una aparición pública con su abogada Gloria Allred para anunciar que estaba demandando a la herencia de Jeffrey Epstein en el Tribunal de Distrito del Distrito Sur de Nueva York, alegando que la manipuló, la traficaron y abusaron sexualmente de ella en 2004, cuando tenía 15 años.

- El 21 de noviembre de 2019, Teala Davies se presentó con su abogada Gloria Allred y anunció su demanda en la corte federal de Manhattan contra el patrimonio de Epstein. Davies afirmó que después de conocer a Epstein en 2002, la agredió sexualmente y la traficó en Nueva York, Nuevo México, Florida, las Islas Vírgenes y Francia.

- El 3 de diciembre de 2019, el abogado Jordan Merson presentó una demanda en Nueva York en nombre de nueve acusadores anónimos (Jane Does 1-9) y contra el patrimonio de Epstein por agresión, agresión y angustia emocional intencional. Los hechos abarcan desde 1985 hasta la década de 2000 e incluyen a víctimas que tenían 13, 14 y 15 años cuando se encontraron por primera vez con Epstein.

- Demanda presentada por Bradley Edwards a fines de diciembre de 2019  en nombre de su cliente, del condado de Palm Beach, que tenía de 14 años cuando Epstein abusó de ella en 2004.
- En enero de 2020, se presentó una demanda contra Maxwell y Epstein alegando que reclutaron a una estudiante de música de 13 años en el Centro Interlochen para las Artes en 1994 y la sometieron a abuso sexual. La demanda afirma que la víctima fue agredida sexualmente por Epstein repetidamente durante un período de cuatro años y que Maxwell jugó un papel clave tanto en su reclutamiento como al participar en las agresiones.
- En agosto de 2020, nueve víctimas anónimas acusaron a Epstein de abusos sexuales. Entre ellas había una que declaró haber sido abusada en 1975 cuando tenía 11 años.[93]
- El mismo mes, otra víctima anónima denunció a Epstein por abusos sexuales durante un año, cuando ella tenía 18.[94]
- En marzo de 2021, una mujer del condado de Broward interpuso un pleito civil contra Epstein y Maxwell, a los que acusó de haberla violado repetidamente y de haber traficado con ella en Florida en 2008.[95]

Entre junio y diciembre de 2020, los gestores del legado hereditario de Epstein pagaron casi 50 millones de dólares a más de cien mujeres que habían interpuesto demandas al "Fondo de Compensación para las Víctimas de Epstein" de las Islas Vírgenes de EE. UU.

#### Causas abiertas por la Islas Vírgenes de los Estados Unidos (2020 y 2022)
En enero de 2020 se presentó una demanda en el Tribunal Superior de las Islas Vírgenes de EE. UU. alegando que Epstein dirigió en sus islas caribeñas una conspiración de tráfico sexual durante más de dos décadas, hasta 2018, con niñas de hasta 11 años de edad. Según la fiscal general Denise George, sus supuestas actividades delictivas en las islas se ocultaron a través de una compleja red de empresas. En 2021 George pidió también la congelación del legado hereditario de Epstein al descubrirse que su valor había bajado de 630 a 240 millones de dólares en solo un año.
El gobierno de las Islas también atacó judicialmente al banco JP Morgan Chase en 2022, acusándolo de haber "facilitado, apoyado y ocultado la red de tráfico de personas dirigida por Jeffrey Epstein". En paralelo, una demanda colectiva acusó al banco de haber ayudado a Epstein a gestionar el manejo de grandes cantidades de dinero en efectivo.

### Segundo caso penal (2019)
El 6 de julio de 2019, Epstein fue arrestado en el aeropuerto de Teterboro (Nueva Jersey) por cargos de tráfico sexual. Fue encarcelado en el Centro Correccional Metropolitano de la ciudad de Nueva York. El día de su arresto, alrededor de una docena de agentes del FBI forzaron la puerta de su casa en Manhattan con órdenes de registro, encontrando pruebas de tráfico sexual así como "cientos, y quizás miles, de fotografías sexualmente sugerentes de mujeres total o parcialmente desnudas". Se confirmó que las mujeres de algunas de las fotos eran menores de edad. En una caja fuerte cerrada, encontraron discos compactos con etiquetas escritas a mano que incluían las descripciones: "Joven [Nombre] + [Nombre]", "Misc desnudos 1" y "Fotos de chicas desnudas". También se encontraron en la caja fuerte $ 70 000 en efectivo, 48 diamantes y un pasaporte austriaco falso, que había caducado en 1987, con la foto de Epstein pero otro nombre y residencia en Arabia Saudita. El pasaporte tenía numerosos sellos de entrada y salida de países como Francia, España, el Reino Unido y Arabia Saudita en la década de 1980. Sus abogados alegaron que a Epstein se le había aconsejado que adquiriera el pasaporte porque, por ser "un miembro adinerado de la fe judía", corría el peligro de ser secuestrado cuando viajaba al extranjero.
El 8 de julio, fiscales de la Unidad de Corrupción Pública del Distrito Sur de Nueva York lo acusaron de tráfico sexual y conspiración para traficar menores con fines sexuales. La acusación del gran jurado alegó que "docenas" de niñas menores de edad fueron llevadas a las mansiones de Epstein para encuentros sexuales. El juez Kenneth Marra debía decidir si el acuerdo de no enjuiciamiento de 2008 que protegía a Epstein de los cargos más graves debía mantenerse.
Epstein solicitó ser liberado bajo fianza de $ 100 millones aceptando someterse a arresto domiciliario en su mansión de Nueva York. El juez federal de distrito Richard M. Berman denegó la solicitud el 18 de julio aduciendo que Epstein representaba un peligro público y existía grave riesgo de que se fugase para evitar el juicio.
El 29 de agosto de 2019, diez días después de la muerte de Epstein, el caso fue cerrado por el juez Berman. Los fiscales se opusieron al fallo y declararon que continuarían una investigación en busca de posibles co-conspiradores.

### Investigación en Francia
El 23 de agosto de 2019, la oficina del fiscal en París (Francia) abrió una investigación preliminar sobre Epstein a petición de Yael Mellul. Epstein fue investigado por violación y agresión sexual de menores y mayores de 15 años, asociación delictiva y asociación con delincuentes para la comisión de delitos. Los fiscales dijeron que el objetivo de la investigación era encontrar posibles delitos cometidos en Francia y en otros lugares contra ciudadanos franceses.
El empresario Jean-Luc Brunel, cuya agencia de modelos parece haber suministrado una parte de las mujeres prostituidas por Epstein, fue acusado de violación y encarcelado en París. En 2019 se suicidió en su celda.

## Muerte

Heridas que quedaron en el cuello de Epstein después de suicidarse

El 23 de julio de 2019 a la 1:30 a. m., Epstein fue encontrado herido y semiconsciente en el piso de su celda del Metropolitan Correctional Center (MCC) en la Ciudad de Nueva York, con marcas alrededor de su cuello que se sospechaba eran el resultado de un asalto o de un intento de suicidio. Su compañero de celda, el ex oficial de policía de la ciudad de Nueva York Nicholas Tartaglione, quien está acusado de cuatro cargos de asesinato, fue interrogado y negó tener conocimiento de lo sucedido. El propio Epstein dijo que no recordaba nada. Según NBC News, dos fuentes dijeron que Epstein podría haber intentado ahorcarse, una tercera dijo que las lesiones no eran graves y podrían haberse escenificado, y una cuarta fuente dijo que no se había descartado una agresión por parte de su compañero de celda.
Después de este incidente, Epstein fue puesto en vigilancia de suicidio. Seis días más tarde, el 29 de julio, Epstein fue sacado de la unidad de suicidio y colocado en una unidad de vivienda con otro recluso. La cárcel informó al Departamento de Justicia que Epstein tenía un compañero de celda y que un guardia miraba dentro de la celda cada 30 minutos. Estos procedimientos no fueron aplicados la noche de su muerte. Epstein hizo testamento el 8 de agosto en presencia de dos testigos. El 9 de agosto, el compañero de celda de Epstein fue transferido a otra celda y no fue sustituido. Más tarde en la noche, en violación de los procedimientos normales de la cárcel, Epstein no fue visitado cada 30 minutos. Los dos guardias que habían sido asignados para revisar la unidad esa noche declararon haberse quedado dormidos y no lo vigilaron durante tres horas; además, falsificaron los registros.

Epstein fue encontrado muerto en su celda a las 6:30 a. m. el 10 de agosto de 2019. The Bureau of Prisons informó que se hicieron las operaciones adecuadas para salvar su vida inmediatamente al descubrir el cuerpo. Los servicios de Urgencia fueron avisados y lo llevaron al hospital. The Bureau of Prisons y el fiscal general del gobierno estadounidense William Barr afirmaron que, aparentemente, se trataba de un suicidio. Las circunstancias de su muerte originaron una investigación por el Departamento de Justicia. La autopsia fue realizada por médicos forenses de la Ciudad de Nueva York el 11 de agosto, pero la causa de su muerte no fue anunciada. No obstante, cinco días después, la medical examiner de la Ciudad de Nueva York, Barbara Sampson, estableció oficialmente el suicidio por ahorcamiento como la causa de la muerte de Epstein.

Celda de Epstein después de su suicidio

Una soga encontrada en la celda de Epstein

El fiscal general Barr dijo que estaba "horrorizado" por la muerte de Epstein bajo custodia federal y ordenó una investigación por parte del inspector general del Departamento de Justicia asociado a la investigación por el FBI. Dos días más tarde Barr dijo que se habían encontrado "serias irregularidades" en el manejo de Epstein en prisión.
Las circunstancias inusuales que rodearon la muerte de Epstein, sumadas al contexto en el que esta ocurrió, han generado la teoría de que fue asesinado para evitar que revelara los nombres de los hombres poderosos de la política, las finanzas y las altas esferas en general que habían visitado su isla y tenido relaciones sexuales con las mujeres prostituidas por Epstein. Esta teoría fue defendida por los abogados de Epstein, que sostienen que los resultados de la autopsia apuntan más a un asesinato que a un suicidio. También lo afirma el patólogo Michael Baden, que fue contratado como perito independiente por los herederos de Epstein y pudo asistir a la autopsia como observador. Según Baden, las lesiones sufridas por Epstein —sobre todo la fractura de cierto hueso del cuello— "son extremadamente poco frecuentes en suicidios por ahorcamiento y podrían ocurrir mucho más frecuentemente en homicidios por estrangulación".
Tras la autopsia, el cuerpo de Epstein fue reclamado por su hermano Mark. El 5 de septiembre de 2019, el cuerpo de Epstein fue enterrado en una tumba sin nombre junto a las de sus padres en el cementerio IJ Morris Star of David en Palm Beach , Florida. Los nombres de sus padres también fueron eliminados de su lápida para evitar el vandalismo. Epstein legó todos sus bienes a un trust, del que son beneficiarios una de sus exparejas y dos de sus antiguos colaboradores.
El MCC fue cerrado dos años después de la muerte de Epstein.

## Investigaciones posteriores

### Sobre la muerte de Epstein
Los abogados de Epstein le pidieron al juez Berman investigar la muerte de su cliente considerándola un homicidio. Dos cámaras de vigilancia estropeadas situadas justo en frente de la celda de Epstein fueron enviadas a un laboratorio del FBI. La fiscalía federal citó a declarar a una veintena de oficiales del MCC.
El 19 de noviembre de 2019, la fiscalía federal acusó a dos guardias del MCC, Michael Thomas y Tova Noel, de haber falsificado registros y de conspiración al descubrir que no habían mirado en la celda de Epstein durante ocho horas la noche de la muerte de Epstein. Los dos acusados admitieron los hechos pero alcanzaron un acuerdo para sufrir solo un castigo leve.

### Sobre los clientes de Epstein
El 19 de diciembre de 2023, la jueza de Nueva York Loretta Preska ordenó que se levantase el sello de una lista con los nombres de más de 170 personas presuntamente asociadas con Epstein. Mientras que algunos hombres de la lista como Michael Jackson y Donald Trump simplemente fueron vistos por testigos en compañía de Epstein, sin hacer nada delictivo, otros sí fueron mencionados en contextos sexuales:
- Jes Staley, director ejecutivo de Barclays, que ya había dimitido anteriormente por sus vínculos con Epstein;
- Jean-Luc Brunel, dueño de una agencia de modelos en Francia, que se había suicidado en la cárcel en 2022, enviaba según testigos a chicas de hasta 12 años a los Estados Unidos principalmente para Epstein;
- El príncipe Andrés de Inglaterra, que una testigo afirmaba le tocó los pechos;
- Bill Clinton, que según una testigo "las prefiere jóvenes";
- Bill Richardson, exgobernador de Nuevo México, que habría recibido un "masaje";
- Leslie Wexner, fundador de la empresa propietaria de Victoria's Secret y Bath & Body Works, que afirma haber cortado su contacto con Epstein en 2007;
- Glenn Dubin, multimillonario, que recibió otro "masaje";
- Alan Dershowitz, abogado de Epstein, con el que una testigo dijo haber sido obligada a tener relaciones sexuales múltiples veces;
- Marvin Minsky, científico, que habría visitado la isla de Espstein y tenido relaciones con una de las testigos.

En 2024, se filtraron al público los itinerarios seguidos por casi 200 teléfonos móviles de visitantes de la isla de Epstein, lo que permitió identificar, indirectamente, a muchos de estos visitantes.

### Controversia política
En 2025, el caso Epstein volvió a ocupar un lugar central en el debate político estadounidense tras la publicación de nuevos documentos judiciales y la creciente presión pública para desclasificar archivos relacionados con su red de tráfico sexual. La controversia se intensificó cuando el presidente Donald Trump fue vinculado nuevamente al caso, tanto por su aparición en registros judiciales como por una carta supuestamente escrita por él e incluida en un álbum de cumpleaños para Epstein en 2003. Trump negó haber redactado la misiva, calificándola de "falsa, maliciosa y difamatoria", y anunció acciones legales contra el Wall Street Journal por haberla divulgado.
La fiscal general Pam Bondi, que había sido nombrada por Trump, prometió en febrero de 2025 la publicación íntegra de los archivos de Epstein. Sin embargo, en julio, el Departamento de Justicia anunció que no se revelarían más documentos. Después se supo que, en mayo, Bondi había advertido a Trump de que su nombre aparecía citado varias veces en los archivos de Espstein.  Todo ello fue provocando un desapego hacia Trump de sectores del movimiento MAGA, que lo acusaron de incumplir sus promesas de transparencia. El Departamento de Justicia también despidió a la fiscal Maurene Comey, que había llevado el caso contra Epstein y su cómplice Ghislaine Maxwell.
Naftali Bennett, ex-primer ministro de Israel, negó que Epstein hubiese trabajado para el Mosad, cosa que afirman periodistas como Tucker Carlson.

## Patrimonio

### Valor de su riqueza
Se desconoce el origen de la fortuna de Epstein. Leslie Wexner fue una fuente inicial de dinero para Epstein. Un asistente de Epstein también afirmó que comenzó su fortuna a través de Robert Maxwell, el magnate de los medios de comunicación padre de Ghislaine Maxwell.
En 2008, los abogados de Epstein declararon que su patrimonio neto ascendía a más de mil millones de dólares. Sin embargo, varias fuentes han cuestionado esta cifra. Según un artículo de The New York Times, su "fortuna puede ser más una ilusión que un hecho" ya que Epstein perdió "grandes sumas de dinero" en la crisis financiera de 2008, y "amigos y clientes", incluido el multimillonario minorista Leslie Wexner, "lo abandonaron" luego de su condena en 2008.
Spencer Kuvin, abogado de tres víctimas de Epstein, declaró que había tratado de averiguar el patrimonio neto de Epstein pero que "gran parte de su patrimonio está en el extranjero". Una investigación realizada por el Miami Herald con base en los documentos de Swiss Leaks indicó que Epstein tenía múltiples cuentas financieras con millones de dólares en paraísos fiscales fuera de Estados Unidos. En los Paradise Papers, los registros mostraban que Epstein era cliente desde 1997 de un bufete de abogados con sede en Bermudas especializado en la creación de empresas offshore y vehículos de inversión para los multimillonarios.
Los fiscales federales afirmaron el 12 de julio de 2019 en documentos judiciales que, según los registros de una institución financiera, Jeffrey Epstein era "extravagantemente rico" y tenía activos por valor de al menos $ 500 millones y ganaba más de $ 10 millones al año.
El valor del legado hereditario de Epstein fue estimado unos $ 240 millones en febrero de 2021, tras haber bajado sensiblemente de los $ 640 millones que valía un año antes.

### Residencias
Epstein era dueño de la casa Herbert N. Straus en 9 East 71st Street en el Upper East Side de Manhattan (Nueva York), de la que se dice que es la residencia privada más grande de Manhattan con 21 000 pies cuadrados (2000 m²). Había sido comprada originalmente por $ 13,2 millones en 1989 por el mentor de Epstein, Les Wexner, quien la renovó por completo. Wexner también había comprado la casa adyacente, en el 11 East 71st Street. En las escrituras de ambas casas figuraba Epstein como fideicomisario. Epstein se mudó a la mansión Herbert N. Straus en 1995 después de que Wexner se casara y marchara a Columbus. En 1998 Epstein se la compró a Wexner por $ 20 millones. La casa fue valorada en 2019 por fiscales federales en $ 77 millones, mientras que la ciudad evaluó su valor en $ 56 millones. Escondido debajo de un tramo de escaleras, hay un baño revestido de plomo equipado con pantallas de televisión de circuito cerrado y un teléfono, ambos ocultos en un gabinete debajo del fregadero.  
De 1992 a 1995, Epstein había vivido de alquiler en una espaciosa casa adosada, que era un antiguo edificio del gobierno iraní que había sido confiscado por el Departamento de Estado durante la revolución iraní, en 34 East 69th Street, por $ 15 000 al mes. También fue propietario de  

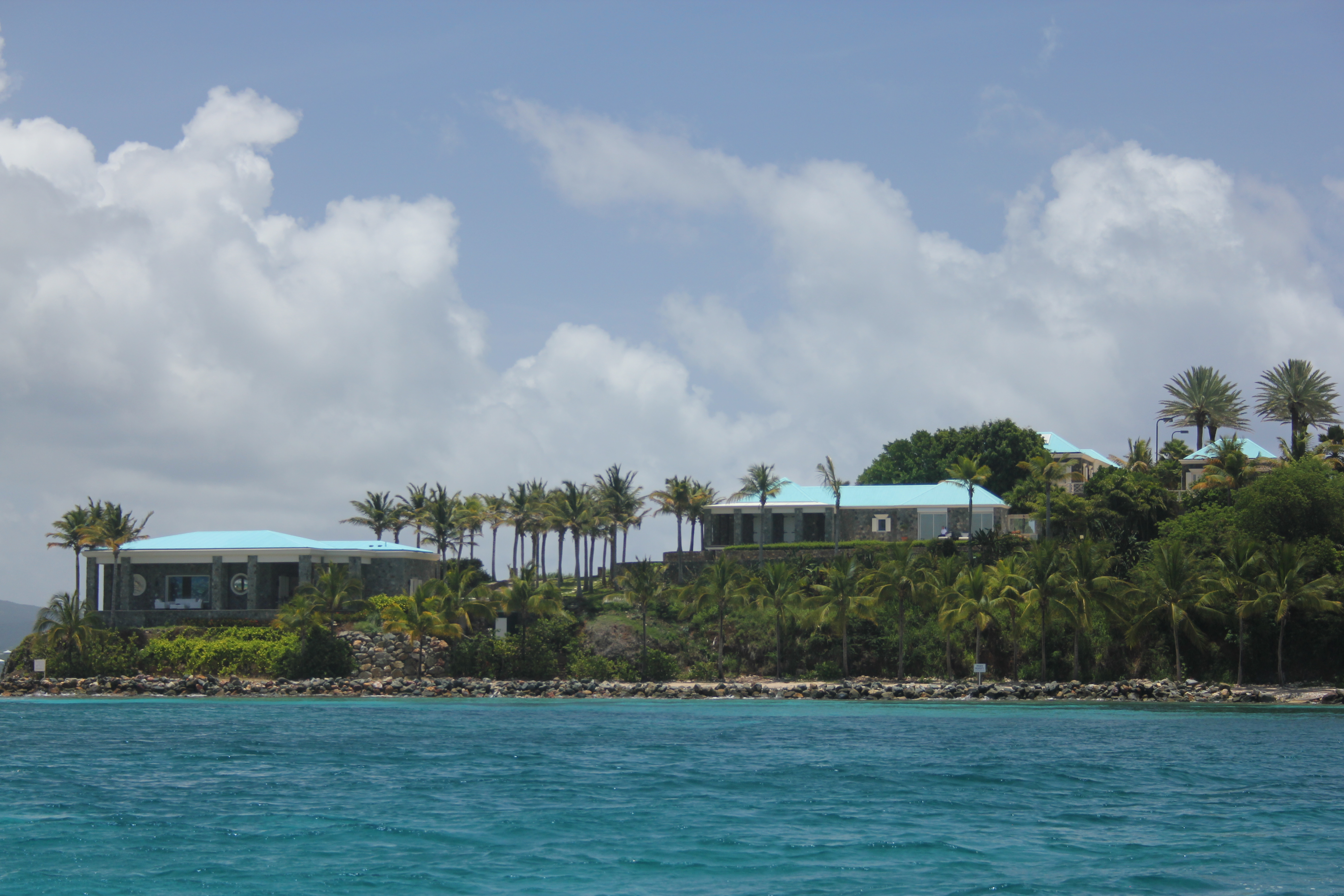
Vista de la isla privada de Epstein en el Caribe.

Las otras propiedades de Epstein incluyen una mansión cerca de la casa de Wexner en Columbus, que le compró a su mentor en 1992 y vendió en 1998r; una residencia en Palm Beach, Florida, comprada en 1990; siete apartamentos en un edificio cerca del Arco de Triunfo en 22 Avenue Foch en París; un rancho de 7500 acres (30 km²) llamado Zorro Ranch cerca de Stanley, Nuevo México, comprado en 1993; una isla privada cerca de Saint Thomas en las Islas Vírgenes de EE. UU. llamada Little Saint James, que incluye una mansión y casas de huéspedes, comprada en 1998; y la vecina isla de Great Saint James, comprada en 2016. A su muerte, Epstein estaba construyendo un complejo en esta última isla que incluía un anfiteatro y una "oficina y piscina bajo el agua", a pesar de una orden de suspensión de la obra recibida a fines de 2018.
Epstein alquiló oficinas para sus negocios en Villard House en 457 Madison Avenue. Steven Hoffenberg estableció originalmente las oficinas de Epstein en 1987 cuando trabajaba como consultor para Tower Financial. Epstein usó estas oficinas hasta al menos 2003. Por esta época, Michael Wolff vio la oficina de Epstein y le pareció un lugar extraño que no parecía una empresa y en la que "el piso de negociación está lleno de tipos con kipá".
Epstein alquiló varios apartamentos para sus empleados, modelos e invitados desde la década de 1990 en 301 East 66th Street. La mayor parte del complejo de apartamentos en esta dirección es propiedad de Ossa Properties, que es propiedad del hermano de Jeffrey Epstein, Mark, quien compró el complejo a Wexner a principios de la década de 1990. 
A lo largo de los años, Epstein ha alojado a diferentes amigos en 11 East 71st Street, incluida su exnovia Eva Andersson, el fundador de MC2 Models Jean-Luc Brunel y el ex primer ministro israelí, Ehud Barak. Ha alojado a algunos de sus trabajadores, incluido su piloto, ama de llaves y personal de oficina, en el complejo de apartamentos. Epstein también ha alojado a niñas menores de edad, que Brunel seleccionaba para su agencia de modelos. El 6 de agosto de 2012, un modelo y promotor de fiestas asociado con MC2, Pedro Gaspar, que vivía encima de otra de las ubicaciones de la agencia de modelos en Manhattan, murió de lo que algunos consideran una sobredosis sospechosa de drogas.

### Filantropía

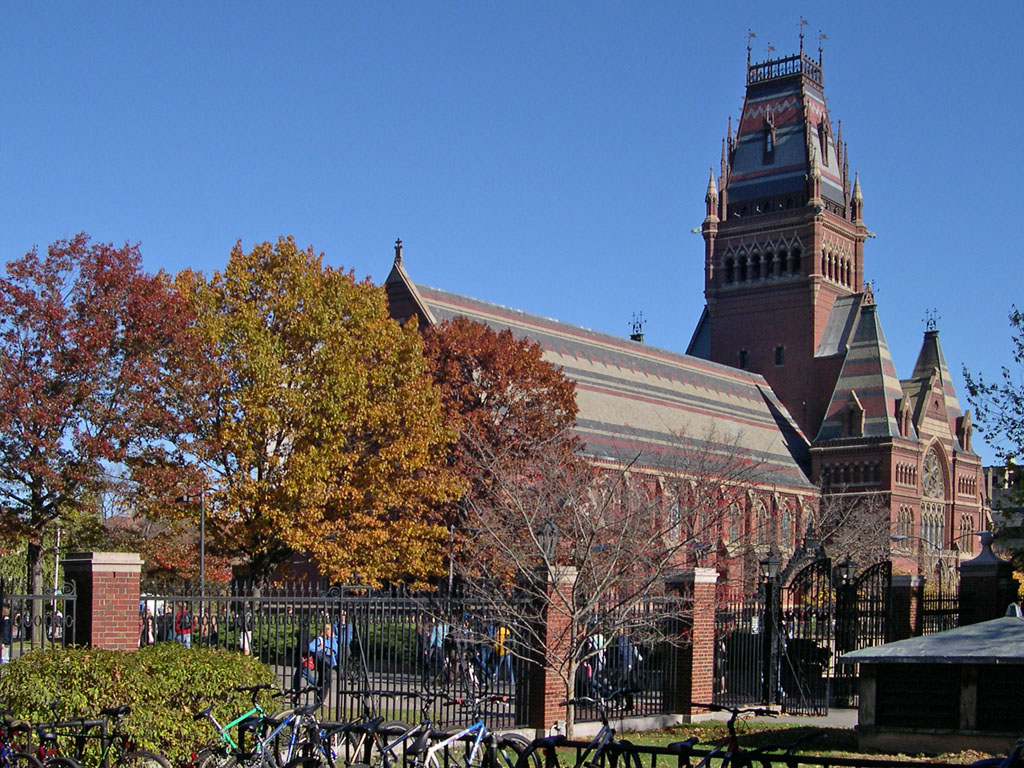
Epstein donó millones de dólares a la Universidad de Harvard a lo largo de los años para diferentes causas.

En 1991, Epstein fue uno de cuatro donantes que se comprometieron a recaudar 2 millones de dólares para un edificio de estudiantes de Hillel en el Rosovsky Hall de la Universidad de Harvard. En 2000, Epstein estableció la Fundación Jeffrey Epstein VI, que financia la investigación científica y la educación. Antes de 2003, la fundación financió la investigación de Martin Nowak en el Instituto de Estudios Avanzados en Princeton, Nueva Jersey. En mayo de 2003, Epstein prometió una serie de donaciones por un total de 30 millones de dólares para crear un programa de biología matemática y dinámica evolutiva en Harvard, dirigido por Martin Nowak. Según el Boston Globe, la cantidad real recibida de Epstein fue de 6,5 millones de dólares EE. UU. En 2019, Forbes borró un artículo de 2013 que llamaba a Epstein "uno de los mayores patrocinadores de la ciencia de vanguardia" después de que el New York Times revelara que su autor, Drew Hendricks, había recibido $ 600 para presentarlo falsamente como suyo.
Se desconoce el verdadero alcance de las donaciones de Epstein. La Fundación Jeffrey Epstein VI no divulga información que otras organizaciones benéficas sí divulgan habitualmente. Se han expresado preocupaciones por esta falta de transparencia. En 2015, se informó que el fiscal general del estado de Nueva York estaba tratando de obtener información, pero se le había negado porque las organizaciones benéficas tenían su sede fuera del estado y no pedían dinero en el estado de Nueva York. Epstein, además de hacer donaciones a través de la Fundación Jeffrey Epstein VI, también hizo varias donaciones caritativas a través de sus tres organizaciones benéficas privadas: Epstein Interest, la Fundación COUQ y Gratitude American Ltd. Según sus declaraciones de impuestos, Epstein donó $ 30 millones entre 1998 y 2018 a través de estas tres organizaciones benéficas. Después de su muerte, varios científicos e instituciones (especialmente la Universidad de Harvard) fueron criticados por aceptar dinero de Epstein y su fundación, y algunos individuos ofrecieron regalar el dinero donado por Epstein. En abril de 2020, se publicó una exhaustiva recopilación de las donaciones científicas documentadas de Epstein en forma de ranking universitario satírico, el JER™ (Ranking Jeffrey Epstein de Financiación Universitaria).

### Interés por la eugenesia y el transhumanismo
Según varias fuentes, Epstein mostró, a principios de la década de 2000, un gran interés en mejorar la raza humana a través de la ingeniería genética y la inteligencia artificial, incluido el uso de su propio esperma. Se dirigió a la comunidad científica en varios eventos y ocasiones y comunicó su interés por la eugenesia. En agosto de 2019 se informó que Epstein había planeado "sembrar la raza humana con su ADN" inseminando hasta 20 mujeres usando su complejo de Nuevo México como un "rancho de bebés", donde las madres darían a luz a sus crías. Era un defensor de la criónica y su propia versión idiosincrásica del transhumanismo, y había dicho que tenía la intención de que congelaran su pene y su cabeza.
Epstein coorganizó un evento científico con el ilusionista y escéptico Al Seckel llamado Mindshift Conference. La conferencia tuvo lugar en 2010 en la isla privada de Epstein, Little Saint James. Asistieron los científicos Murray Gell-Mann, Leonard Mlodinow y Gerald Sussman.